# Martin Bongo
Pour les articles homonymes, voir Bongo (homonymie).
Martin Bongo (né le 4 juillet 1940 dans le district de Lekoni, dans le sud-est du Gabon) est un homme politique et un diplomate gabonais, neveu d'Omar Bongo. 

## Biographie

### Enfance, formation et débuts
Martin Bongo est le cousin d'Ali Bongo,. Il est né le 4 juillet 1940 et meurt le 18 novembre 2023,,.

### Carrière politique
Après des études à l'école normale de Mitzic, il fait carrière dans l'enseignement. Nommé inspecteur de l'enseignement primaire en 1969, il est successivement directeur adjoint du cabinet du président de la République, haut commissaire à l'information et secrétaire d'État à la présidence de la République. 
En 1972, il est chargé de la représentation personnelle du chef de l'État, pour lequel il assure des missions délicates dont, en septembre 1975, une médiation entre la France et le Tchad dans l'« affaire Claustre ». M. Martin Bongo était ministre de l'Éducation nationale depuis octobre 1973.
Il est ministre des Affaires étrangères de son pays du 23 août 1976 au 25 août 1989.
Il est par la suite Haut Représentant Personnel du Chef de l'État gabonais, puis Représentant Spécial de l'Union africaine.